# Rosneft

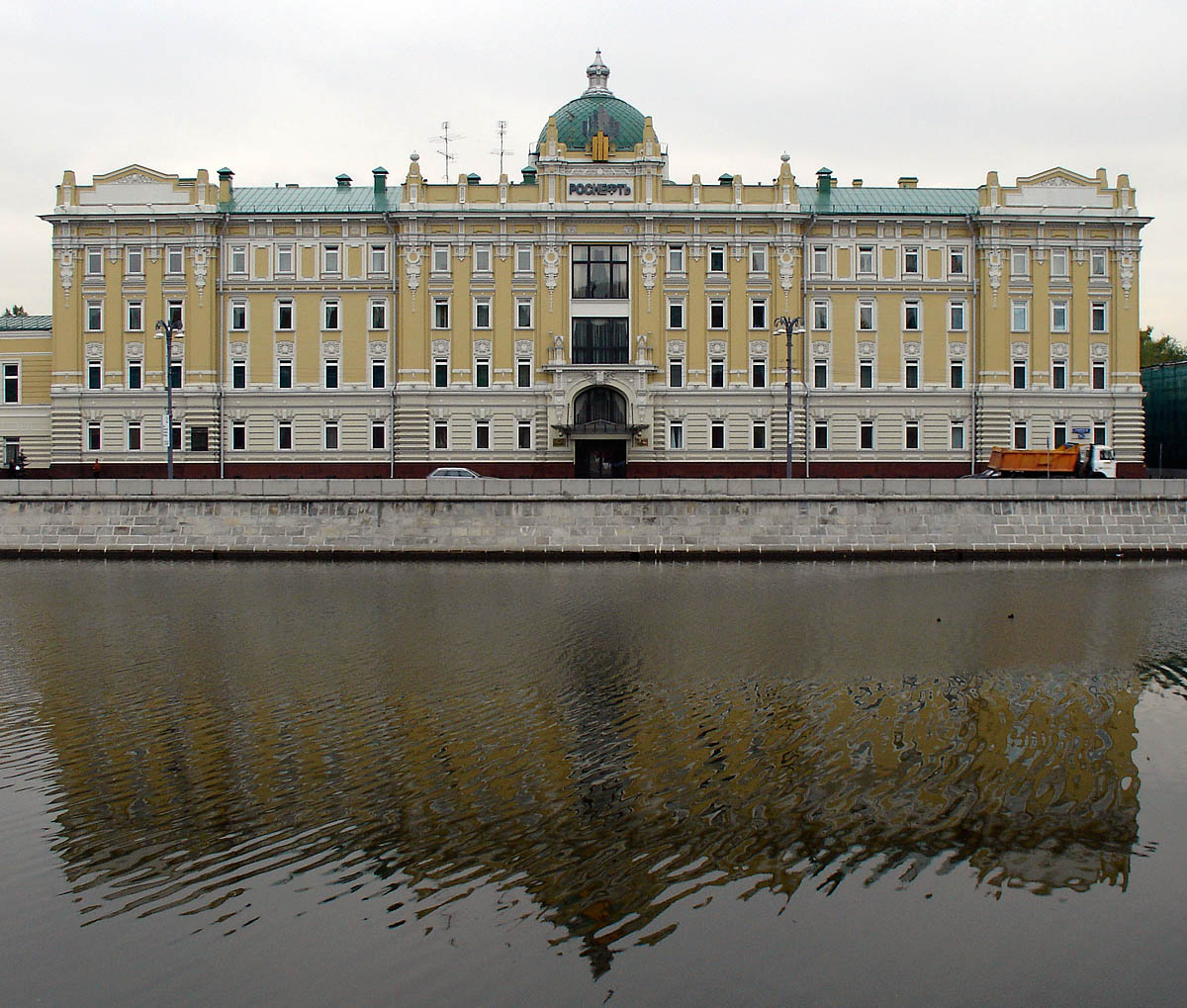
Die Zentrale von Rosneft am Ufer der Moskwa

Rosneft (russisch Роснефть) ist ein russisches Mineralölunternehmen mit Stammsitz in Moskau. Das Unternehmen ist seit 2006 an der Börse notiert. Geschäftsführer des Ölkonzerns ist Igor Setschin, ehemaliger stellvertretender Leiter der Präsidialadministration unter Wladimir Putin.
Im Jahr 2017 belegte Rosneft in den Forbes Global 2000 Platz 73 der weltgrößten Unternehmen.
Der Name ist ein Kofferwort aus den russischen Wörtern Rossijskaja neft (russisch Российская нефть, wörtl. ‚russisches Öl‘).

## Eigentum
Mehrheitseigner von Rosneft war sicher bis März 2020 der russische Staat über die Gesellschaft Rosneftegaz. Er hielt bis 2016 etwa 70 % der Anteile, dann veräußerte er zirka 19 % und hielt damit noch etwas über 50 %. Schon vor diesem Anteilsverkauf im Jahr 2016 war British Petroleum ein weiterer Großaktionär mit einem Anteil von 19,75 % des Aktienkapitals (Stand 2015 und 2020). Am 27. Februar 2022 gab BP im Zusammenhang mit dem Einmarsch des russischen Militärs in die Ukraine seinen Rückzug aus dem Rosneft-Aktionärskreis bekannt.
Nach einem Einkauf im September 2017 hielt die chinesische CEFC-Gruppe zirka 14 % der Anteile, damit blieb dem Schweizer Rohstoffhändler Glencore und dem Qatar Investment Authority ein Anteil um 5 %. Im März 2020 wurde für die Katarer eine Beteiligung von knapp 19 % und Glencore eine von 0,5 % angegeben.
Laut Berichten des Wall Street Journal Ende 2024 soll Rosneft die Übernahme von Gazprom Neft und Lukoil beabsichtigen.

## Management
Der Verwaltungsrat und Vorstand setzen sich im Jahr 2022 wie folgt zusammen:

### Mitglieder des Verwaltungsrats
Rosneft hat am 20. Mai 2022 mitgeteilt, dass Gerhard Schröder und Matthias Warnig den Rosneft-Aufsichtsrat verlassen werden.
- Gerhard Schröder – Vorsitzender
- Igor Setschin – CEO, stellvertretender Vorsitzender
- Matthias Warnig – Stellvertretender Vorsitzender, unabhängiges Mitglied
- Faisal Al-Suwaidi[15]
- Hamad Rashid Al-Mohannadi
- Robert Dudley (bis Februar 2020 BP-Vorstandsvorsitzender – zurückgetreten nach dem Beginn des russischen Überfalls auf die Ukraine)[16]
- Karin Kneissl (hat nach erheblichem politischen Druck am 23. Mai 2022 den Aufsichtsrat des Konzerns verlassen).[17]
- Bernard Looney (BP-Vorstandsvorsitzender seit Februar 2020 – am 27. Februar 2022 zurückgetreten)[18]
- Alexander Nowak (ehemaliger Energieminister)
- Maxim Oreschkin
- Hans-Jörg Rudloff[19][20]

### Mitglieder des Vorstandes
- Igor Setschin – CEO, Vorsitzender
- Juri Kalinin – Stellvertretender Vorsitzender, Vizepräsident
- Eric M. Liron – Erster Vizepräsident
- Gennadi Bukajew – Vizepräsident, Leiter der Innenrevision
- Didier Casimiro – Vizepräsident für Raffinerie, Petrochemie, Handel und Logistik
- Peter Lasarew – Finanzdirektor
- Jury Naruschewitsch – Vizepräsident für Interne Dienste
- Željko Runje – Vizepräsident für Offshore-Projekte
- Juri Kurilin – Vizepräsident, Stabschef
- Andrei Schischkin – Vizepräsident für Energie, Lokalisierung und Innovation
- Wlada Russakowa – Vizepräsidentin

## Unternehmen
Rosneft erforscht Öl- und Gasvorkommen und betreibt Bohranlagen auf Sachalin, in Sibirien, im Timan-Petschora-Becken (Autonomer Kreis der Nenzen) und in Südrussland. Rosneft besitzt und betreibt zwei Raffinerien. Die Anlage in Tuapse raffiniert Schweröl aus Westsibirien, die Anlage in Komsomolsk am Amur ist die östlichste Ölraffinerie in Russland. 2005 förderte das Unternehmen fast 78 Millionen Tonnen Öl. Rosneft besitzt zudem Speditions-, Pipeline- und Marketingunternehmen.
Am 22. Dezember 2004 übernahm Rosneft die wenige Tage zuvor gegründete Briefkastenfirma Baikal Finans. Am 19. Dezember hatte die Baikal Finans die Produktionsgesellschaft Juganskneftegas, die wichtigste Tochter des russischen Energiekonzerns Jukos (ehemaliger Vorstandsvorsitzender Michail Chodorkowski), für sieben Milliarden Euro (9,4 Milliarden US-Dollar) weit unter Wert ersteigert, nachdem russische Finanzbehörden Jukos mit Steuernachforderungen von rund 28 Milliarden US-Dollar zum Verkauf gezwungen hatten. Über Rosneft ist es dem russischen Staat gelungen, die Kontrolle über den größten Teil von Jukos zu übernehmen.
Die Produktion von Rosneft, der einzigen Ölproduktionsgesellschaft, die nach der weitgehenden Privatisierung der Ölproduktionsgesellschaften völlig in staatlicher Hand verblieben ist, rangierte 2004 noch weit hinter der der führenden Ölproduzenten Jukos und Lukoil. Nach der Zerschlagung des Jukoskonzerns machte Rosneft durch die Übernahme der größten Produktionsgesellschaft des Jukoskonzerns 2005 einen großen Sprung nach oben und gehörte nun zu den drei größten russischen Ölproduzenten.
Am 21. August 2009 eröffnete Wladimir Putin symbolisch die Förderanlage Wankor, die heute zu den zehn größten Abbauanlagen von Erdöl und Erdgas zählt. Am 22. Oktober 2012 gab Rosneft die Übernahme der drittgrößten russischen Ölfirma TNK-BP für rund 55 Milliarden US-Dollar bekannt. TNK-BP gehörte je zur Hälfte der britischen BP und vier russischen Milliardären. Rosneft erwarb den 50-prozentigen Anteil von BP für rund 28 Milliarden US-Dollar. BP erhielt 17 Mrd. US-Dollar und erhöhte seine Beteiligung an Rosneft auf knapp 20 Prozent. Die Firma AAR der russischen Oligarchen erhielt wie BP für ihren 50-prozentigen Anteil ebenfalls rund 28 Mrd. US-Dollar.
Im Juli 2014 verhängte die US-Regierung Sanktionen gegen das Unternehmen. Die EU erweiterte im September 2014 ihre Sanktionen auf Rosneft und weitere russische Erdölkonzerne infolge des Krieges in der Ostukraine. Im Juni 2015 verkaufte Rosneft zwanzig Prozent der sibirischen Lagerstätte Srednebotubinskoje, die 20.000 Barrel pro Tag produziert, an das britische Unternehmen BP. Die beiden Unternehmen unterzeichneten außerdem Abkommen zur gemeinsamen Erkundung von zwei Vorkommen in Westsibirien und zur Verdopplung der Beteiligung von Rosneft an vier gemeinsam betriebenen Raffinerien in Deutschland.
Rosneft beschäftigte im Jahr 2014 weltweit 106.000 Mitarbeiter und konnte einen Jahresumsatz von 92,7 Milliarden US-Dollar erzielen. 2016 förderte Rosneft 3,7 Millionen Barrel Rohöl pro Tag, was einem Drittel der russischen Produktion entsprach. Im Mai 2017 verklagte Rosneft die russische AFK Sistema auf Schadensersatz in Höhe von rund 1,9 Milliarden Dollar. Ende September 2017 wurde der frühere deutsche Bundeskanzler Gerhard Schröder an die Spitze des Aufsichtsrats gewählt.
2019 schätzte Reuters, dass Rosneft seit 2010 neun Milliarden Dollar in Venezuela investiert habe. Durch den Verkauf von venezolanischem Öl geriet Rosneft auf amerikanische Sanktionslisten. Im März 2020 konnte sich Rosneft der Verpflichtungen in Venezuela entledigen, indem sie die Vermögenswerte der staatlichen Rosneftegaz übertrug; diese zahlte mit Rosneft-Aktien und verlor so die Kontrollmehrheit. Julija Leonidowna Latynina schrieb zu diesem Vorgang, diese Last abzustoßen: „Wenn Leute Müll rausbringen, bezahlen sie normalerweise für dieses Verfahren und erhalten nicht im Gegenteil Geld vom Müllmann.“

## Beteiligungen
Rosneft ist über die Rosneft Deutschland GmbH unter anderem an folgenden Raffinerien beteiligt:
- PCK-Raffinerie (54,17 %)
- Bayernoil (28,57 %)
- MiRO (24 %)

Rosneft Deutschland GmbH ist laut Handelsblatt „als Raffineriebetreiber ein Schlüsselspieler für den Benzin-, Diesel- und Kerosinmarkt“ in Deutschland und „derzeit nicht zu ersetzen“. Rosneft Deutschland vereint insgesamt rund zwölf Prozent der deutschen Erdölverarbeitungskapazität auf sich (Stand 2022).
Zur Sicherung des Betriebs der Raffinerien in Schwedt/Oder (PCK-Raffinerie), Karlsruhe (MiRO) und Vohburg an der Donau (Bayernoil) stellte das Bundeswirtschaftsministerium auf Grundlage von § 17 des Energiesicherungsgesetzes mit Wirkung ab dem 16. September 2022 die Rosneft Deutschland GmbH und die RN Refining & Marketing GmbH, zunächst befristet auf sechs Monate, unter Treuhandverwaltung der Bundesnetzagentur. Angegebener Grund für die Gefährdung des Geschäftsbetriebs war, dass Zulieferer, Versicherungen, IT-Unternehmen, Banken und Abnehmer nicht mehr zu einer Zusammenarbeit mit den Rosneft-Tochtergesellschaften oder ihren Raffineriebeteiligungen bereit seien. Für die Lieferungen über die Druschba-Pipeline sollen Alternativen geschaffen werden, etwa durch einen Ausbau der Pipeline vom Hafen Rostock nach Schwedt, noch bevor das Ölembargo der EU gegen Russland in Kraft tritt. Rosneft klagte gegen die Treuhandverwaltung seiner deutschen Tochtergesellschaften und damit von deren Beteiligung an der Raffinerie Schwedt, verlor aber im März 2023 vor dem Bundesverwaltungsgericht. Unmittelbar danach verlängerte das Bundeswirtschaftsministerium die Treuhandverwaltung um weitere sechs Monate.
Im März 2024 verlängerte die Bundesregierung die Treuhandverwaltung ein weiteres Mal bis zum 10. September 2024.

## Aktie

### Börsengang
Am 14. Juli 2006 führte Rosneft den größten Börsengang in der russischen Geschichte durch. Der Konzern nahm nach eigenen Angaben 10,6 Milliarden US-Dollar ein. Russland sollte Mehrheitseigner bleiben, sodass maximal 49 % der Papiere platziert wurden. Der größte Teil wurde an der Londoner Börse angeboten, kleinere Teile an russischen Börsen. Die Aktie ist im RTS-Index gelistet und wird auch im US-amerikanischen elektronischen Handelssystem NASDAQ über das OTC Bulletin Board angeboten. Aktienzertifikate werden an der Londoner Börse und im XETRA gehandelt.

### Kapitalerhöhung
Mitte Dezember 2014 positionierte Rosneft frische Aktien im Wert von damals rund 625 Mrd. Rubel an der Börse. Spekulationen, die Russische Zentralbank habe den Verkauf der Papiere unterstützt, wies Igor Setschin scharf zurück.

### Teilverkauf an Glencore mit QIA
Ende 2016 seien 19,5 % der Rosneft-Aktien an ein Konsortium der Schweizer Rohstoff- und Ölhandelsfirma Glencore und des Katarer Staatsfonds Qatar Investment Authority (QIA) verkauft worden. Glencore hatte aber von sich aus von 300 Millionen US-Dollar geredet, was nur rund 3 Prozent der Summe entsprach. Laut der russischen Tageszeitung Wedomosti habe zunächst die russische Staatsbank VTB, dann die staatliche Holding Rosneftegaz das benötigte Kapital von mehr als 10 Mrd. Dollar an die Investoren verliehen; es wird auch vermutet, der Verkauf sei eine Täuschung und das Aktienpaket tatsächlich bei russischen Institutionen unter der Kontrolle von Igor Setschin gelandet. Den größten Teil der Anteile (14,16 %) verkaufte das Konsortium im September 2017 für 9 Milliarden US-Dollar an die chinesische CEFC China Energy.

## Sanktionen der EU, des Vereinigten Königreiches und der Vereinigten Staaten
Am 24. Februar 2022 wurde Rosneft mit Sanktionen der EU, der Vereinigten Staaten und des Vereinigten Königreichs belegt.